# Miguel Zaragoza
Miguel Zaragoza (Gapan, 29 september 1847 - Manilla, 5 maart 1923) was een Filipijns illustrator, kunstschilder en auteur. Hij is met name bekend door zijn portretten en zijn illustraties in Flora de Filipinas van Francisco Manuel Blanco.

## Biografie
Miguel Zaragoza werd geboren op 29 september 1847 in barrio San Isidro Labrador, tegenwoordig onderdeel van Gapan in de Filipijnse provincie Nueva Ecija. Hij was de tweede zoon van Rafael Zaragoza en diens eerste vrouw Gregoria Aranguiz. ZIjn vader was van een Spanjaard en was de baas van Hacienda Publica. Zijn moeder had een Spaanse vader en Filipijnse moeder. ZIj overleed in zijn vroege jeugd. na volgde een opleiding kunst aan de Escuela de Dibujo y Pintura, die in die dagen werd geleid door Agustin Saez. In 1879 kon hij samen met Félix Hidalgo op kosten van de overheid studeren in de Spaanse hoofdstad Madrid. Daar volgde hij een opleiding aan de Academia de San Fernando. Nadien studeerde hij nog drie jaar in Rome. In zijn tijd in Europa won hij een tweede prijs bij een regionale wedstrijd in Madrid en een derde prijs bij expositie in Barcelona.
Na terugkeer in de Filipijnen doceerde hij elf jaar lang schilderen en tekenen aan de Escuela Superio de Pintura. Tijdens de Filipijnse Revolutie was Zaragoza afgevaardigde namens Capiz in het Malolos Congres. Vanaf 1900 doceerde Zaragoza aan de Liceo de Manila. Van 1918 was hij werkzaam als docent anatomie voor de School of Fine Arts van de University of the Philippines. 
Zaragoza was een van de illustrators van Flora de Filipinas van Francisco Manuel Blanco. Ook schreef hij artikelen over kunst en was hij illustrator voor La Illustracion Filipina. Van 1891 tot 1895 was hij tevens redacteur van deze publicatie. Daarnaast schreef hij voor Cultura Filipina. Op de Louisiana Purchase Exposition van 1904 waren twaalf van de 61 Filipijnse schilderijen van de hand van Zaragoza. Diverse van de schilderijen van zijn hand hingen in de San Ignacio Church in Intramuros. Deze gingen echter verloren bij de brand voor de Tweede Wereldoorlog. Een van zijn bekendste schilderwerken is El Violoncellista. Dit werk hangt in Malacañang Palace
Zaragoza overleed in 1923 op 75-jarige leeftijd aan de gevolgen van de longontsteking. Hij trouwde nooit en kreeg geen kinderen.